# Парламентська демократія
Парламентська демократія — форма демократії, при якій уряд призначається депутатами парламенту, на противагу президентському правлінню. У парламентській демократії законодавчий орган влади делегує своїх представників в виконавчі міністерства та здійснює нагляд над ними. У деяких різновидах цієї системи передбачена довічна або передається у спадщину посаду глави держави, чиї повноваження вкрай обмежені і який грає представницьку або церемоніальну роль. Зокрема, парламентська демократія може поєднуватися з парламентарною монархією. У цих випадках глава уряду зазвичай називається прем'єр-міністром. Іншим приватним випадком парламентської демократії є парламентська республіка, де глава держави періодично обирається парламентом, або його функції виконує голова уряду.